# Šmartno v Rožni Dolini
Šmartno v Rožni Dolini – wieś w Słowenii, w gminie miejskiej Celje. W 2018 roku liczyła 249 mieszkańców. 